# Aloe ukambensis
Aloe ukambensis är en grästrädsväxtart som beskrevs av Gilbert Westacott Reynolds. Aloe ukambensis ingår i släktet Aloe och familjen grästrädsväxter. IUCN kategoriserar arten globalt som sårbar.
Artens utbredningsområde är Kenya. Inga underarter finns listade i Catalogue of Life.

## Bildgalleri

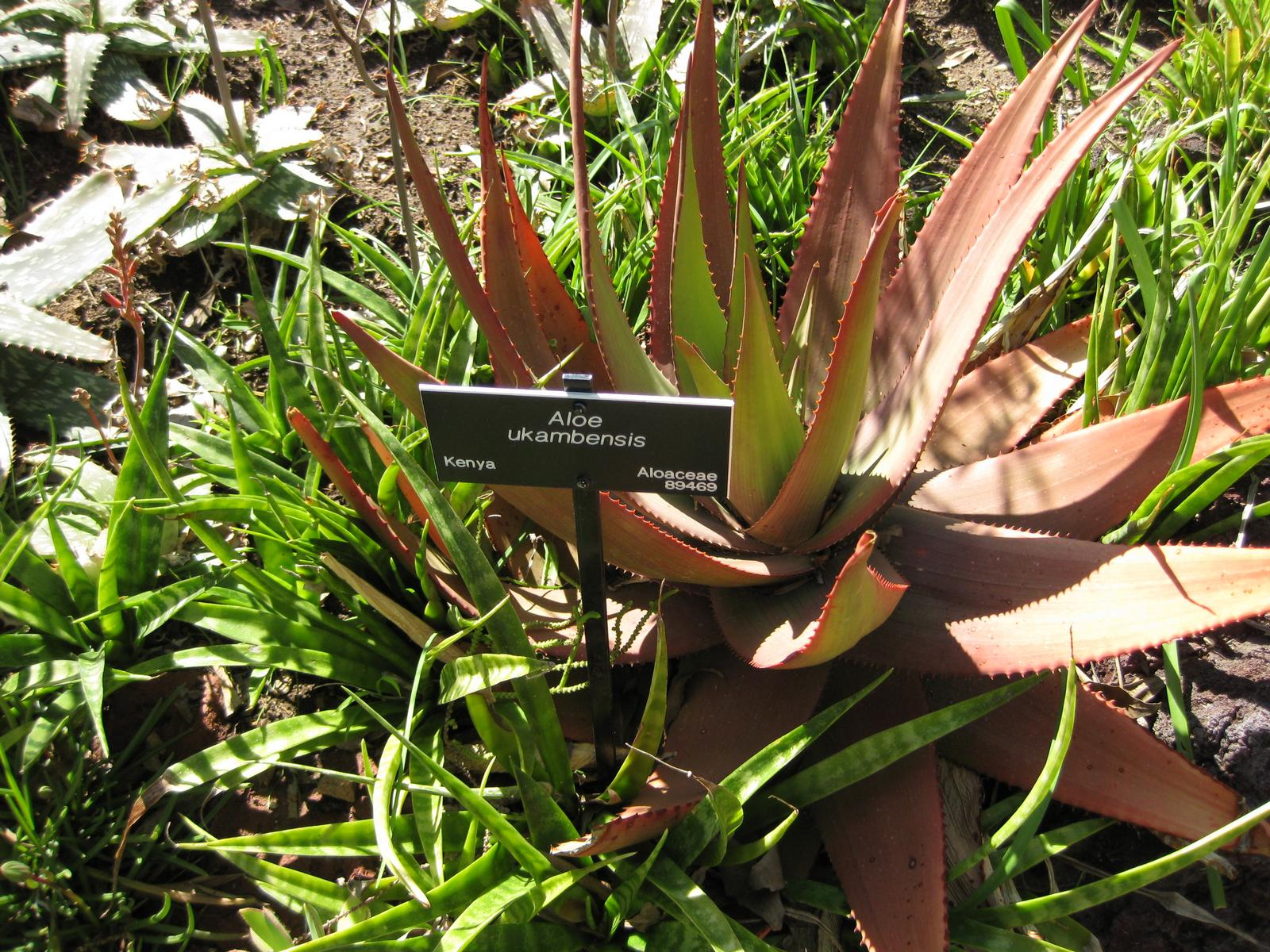